# 阮氏玉玥
義和公主阮氏玉玥（越南语：／；1803年—1846年），阮朝嘉隆帝第九女，生母是昭容宋氏順。
嘉隆二年（1803年），阮氏玉玥生於順化皇城。明命四年（1823年），公主21歲，下嫁快州郡公阮德川嫡子阮德祜。紹治六年（1846年），公主去世，享年四十四歲，贈義和公主，諡恭潔。
義和公主育有五子四女。